# Ophiopteron atlanticum
Ophiopteron atlanticum är en ormstjärneart som beskrevs av Jean Baptiste François René Koehler 1914. Ophiopteron atlanticum ingår i släktet Ophiopteron och familjen Ophiothrichidae. Inga underarter finns listade i Catalogue of Life.